# Schlieffenov plan
Schlieffenov plan je strateški plan njemačkog vrhovnog štaba za borbu na zapadnom frontu protiv Francuske. U prvom mjesecu Prvog svjetskog rata plan je djelovao skoro do pobjede nad Francuzima. Međutim francuski protunapad na predgrađima Pariza u Prvoj bici na Marni okončao je njemačku ofanzivu i osigurao je godine rovovskog ratovanja. Kontroverzni plan je ostao i danas tema sporova povjesničara i vojnih analitičara.

## Pregled
Schlieffenov plan nosi ime po svom autoru grofu Alfredu von Schlieffenu. Plan je pretpostavljao brzu mobilizaciju, zanemarivanje neutralnosti Belgije i Luksemburga i snažan prolaz njemačkog desnoga krila kroz Belgiju i sjevernu Francusku u jugozapadnom smjeru. Za to vrijeme bi se održavala defanzivni položaj na središnjem dijelu i na lijevom krilu u Lotaringiji, Mozelu i Vogezima. Osnovni smisao plana je da se u ratu na dva fronta pobijedi tako da se najprije brzo pobijedi na zapadu prije nego što Rusija može mobilizirati i dopremiti svoju vojsku do Istočne Pruske. Plan je predviđao 39 dana do pada Pariza. Pariz nije trebao biti zauzet, nego je desno krilo njemačke vojske trebalo proći zapadno od Pariza. Ideja plana nije bila da se zauzmu gradovi ili industrija, nego da se zarobi većina francuske vojske i Francuska prisili na predaju, što je ponavljanje strategije kojom je poražena Francuska u Francusko-pruskom ratu.
Plan je napravljen poslije sporazuma o Antanti između Francuske i Velike Britanije. Car Vilim II. je zahtijevao od načelnika vrhovnog stožera Alfreda von Schlieffena da osmisli plan o ratu na dvije bojišnice. Od prosinca 1905. von Schlieffen je predstavljao plan. Schlieffen i Helmuth Johannes Ludwig von Moltke bili su zavedeni mogućnosti da eventualno izvrše dvostruko okruženje cijele francuske vojske desnim krilom, koje bi dolazilo sa sjevera i zapada i lijevim krilom s istoka. Inspiracija je bila čuvena Hanibalova bitka kod Kane 216. pne. Schliffenov plan je na neki način bio strateško obnavljanje Hanibalove taktike koristeći napredak komunikacija i prijevoza.
Politički nedostatak plana je da je sadržavao invaziju neutralnih država Belgije i Nizozemske. Plan je predviđao izuzetno sporu rusku mobilizaciju, zbog loših željeznica. Nakon brze pobjede nad Francuskom njemačke snage bi prema planu bile prebačene na istočni front. Po planu 91% vojske je trebao biti poslano u Francusku, a samo 9% u Rusiju. Cilj je bio da se Francuska pobijedi za 6 tjedana, za koliko je Rusiji potrebno da mobilizira vojsku. Poslije pobjede nad Francuskom vojska bi bila prebačena na istočni front, prije nego što bi Rusija mogla započeti napad.

## Modifikacije plana 1911.
Nakon umirovljenja von Schlieffena Helmuth von Moltke je postao zapovjednik njemačkog vrhovnog stožera. Von Moltke je smatrao da je plan previše riskantan. Plan osmišljen 1905. postao je dijelom načina razmišljanja vrhovnog stožera, tako da ga von Moltke nije mogao odbaciti. Umjesto toga odlučio ga je prepraviti. Helmuth von Moltke je odlučio da desnom krilu, koje je trebalo napasti Francusku sa sjevera ne da toliko vojske, nego da bude više vojske u Alzasu i Lotaringiji i na ruskoj granici. Druga promjena je bila da njemačka vojska ne prolazi kroz Nizozemsku, nego samo kroz Belgiju. Te promjene su postale predmet sukoba. L.C.F. Terner smatra da je tim značajnim promjenama von Moltke osudio plan na propast, jer je oslabio glavni pravac djelovanja. Nije dao pravu priliku da se francuska vojska brzo porazi i zato se sve zaglibilo u rovovskom ratovanju. Pošto se nije išlo kroz Nizozemsku stvorila se velika gužva na njemačko-belgijskoj granici.

## Schlieffenov plan i njegov neuspjeh
Postoji pet glavnih razloga neuspeha Schlieffenovog plana
- Belgijski otpor. Iako je Belgijska vojska bila deset puta manja od njemačke usporila je njemačko napredovanje prema Francuskoj.
- Prisustvo Britanskog ekpedicijskog korpusa. Poslije rata je otkriveno da mnogi njemački generali i političari nisu vjerovali da će Velika Britanija ući u rat. Ipak su ušli zbog straha od njemačke ekspanzije i ugovora s drugim državama. Iako je Britanski ekspedicijski korpus bio neprekidno u povlačenju tijekom kolovoza pružio je dovoljno otpora njemačkoj prvoj armiji pod komandom generala Alexandera von Klucka da je pomogao da von Kluck odustane od plana. Von Kluck je skrenuo jugoistočno, što nije bilo predviđeno planom. Zbog toga je izložio svoje desno krilo i sve to je dovelo do čuda u Prvoj bici na Marni.

- Brzina ruske mobilizacije. Rusi su se kretali brže nego što se očekivalo, tako da su iznenadili Nijemce brzinom, kojom su se našli u Istočnoj Pruskoj. Ta ruska prethodnica nije predstavljala opasnost, ali je Nijemce zabrinula brzina dopremanja ruskih trupa, pa su morali povući još vojske sa zapadnog fronta, da bi ojačali istočni front. Ta vojska nije bila potrebna, jer su te trupe bile u prolazu preko Njemačke tijekom bitke kod Tanenberga u kojoj je Njemačka pobijedila. Ali to je oslabilo desno krilo značajno za Schlieffenov plan.
- Francuske željeznice. Zbog gubljenja vremena s Belgijancima i Britancima, Francuzi su dobili dovoljno vremena da prebacuju svoju vojsku iz Alzasa i Lotaringije. Nijemci su podcijenili francuske željeznice i brzinu kojom mogu prebacivati vojnike. Kad je njemačka vojska ulazila sa sjevera u Francusku već ih je čekao veliki dio francuske vojske.
- Promjena saveznika Centralnih sila. Italija i Rumunjska su se smatrale kao saveznici Centralnih sila, ali kad je izbio rat Italija i Rumunjska su ostale neutralne. Schlieffenov plan je računao na njih kao saveznike.

Neuspjeh Schlieffenovog plana prikazao se u Prvoj bici na Marni u rujnu 1914., zatim u rovovskom ratu sa stalnim linijama fronta i u ratu Njemačke na dva fronta. Ono što se zapravo dogodilo je obratni Schlieffenov plan. Ruska vojska je mnogo lakše slomljena od zapadnih saveznika, a Njemačka je smatrala Rusiju opasnijom od zapadnih saveznika. Zapadni saveznici su bili bolje opremljeni od Centralnih sila i Rusije.

## Kritike
Postoje povjesničari kao David Fromkin, koji tvrde da Schlieffenov plan zapravo nije bio plan nego memorandum. Fromkin je tvrdio da memorandum iz 1905. nije nikad razrađen u operativni plan. Tvrdi da je zapravo von Moltke smatrao da je to puni operativni plan. Britanski vojni povjesničar John Keegan kritizira izostanak realizma o brzini kojom je njemačko desno krilo trebalo proći kroz Nizozemsku i Belgiju i stići do Pariza na vrijeme. Smatra da bez obzira kamo se išlo nije bilo dovoljno cesta za toliku vojsku, koja je trebala doći do Pariza na vrijeme.

## Dodatne činjenice
- Izostanak Helmuta von Moltkea sa zapadnog fronta bilo je presudno, iako nije odlučan čimbenik za neuspjeh plana. Komunikacije su bile loše, a njemačka vojska je slala nešifrirane poruke, pa su Francuzi znali kamo će dalje Nijemci krenuti.
- Moltke se bojao slabosti na području Alzasa i mogućnosti da Francuzi prodru kroz njemačko lijevo krilo, ako ima malo vojske. To je inače bio dio Schlieffenovog plana, po kojem se moralo žrtvovati malo njemačkog teritorija na kratko vrijeme, da bi se odlučno pobijedila francuska vojska. Moltke nije želio riskirati, pa je povukao nekoliko divizija s desnoga krila na lijevo krilo.
- Krutost Schlieffenova plana je također predmet kritika. Plan je predviđao poraz Francuske za 42 dana. Pošto su imali precizan plan njemački vrhovni štab nije mogao improvizirati tijekom rata. S druge strane general von Kluck je napravio odluku da skrene jugoistočno, umjesto da po planu nastavi kraj Pariza. Njemački generali su učeni da misle sami za sebe, tako da je ta odluka imala ortodoksni vojni smisao, ali je time spriječeno da Nijemci započnu bitku opkoljavanja Pariza.